# Australische Cricket-Nationalmannschaft in Indien in der Saison 2019/20
Die Tour der australischen Cricket-Nationalmannschaft nach Indien in der Saison 2019/20 findet vom 14. bis zum 19. Januar 2020 statt. Die internationale Cricket-Tour war Bestandteil der Internationalen Cricket-Saison 2019/20 und umfasste drei ODIs. Indien gewann die Serie 2–1.

## Vorgeschichte
Indien spielte zuvor eine Tour gegen Sri Lanka, Australien gegen Neuseeland. Das letzte Aufeinandertreffen der beiden Mannschaften bei einer Tour fand in der Saison 2018/19 in Australien statt.

## Stadien
Die folgenden Stadien wurden für die Tour als Austragungsort vorgesehen.
| Stadion                                | Stadt     | Kapazität | Spiele |
| -------------------------------------- | --------- | --------- | ------ |
| M. Chinnaswamy Stadium                 | Bengaluru | 42.000    | 3. ODI |
| Wankhede Stadium                       | Mumbai    | 33.000    | 1. ODI |
| Saurashtra Cricket Association Stadium | Rajkot    | 28.000    | 2. ODI |

## Kaderlisten
Australien benannte seinen Kader am 17. Dezember 2019.
Indien benannte seinen Kader am 23. Dezember 2019.
| ODI | ODI |
| Indien | Australien |
| --- | --- |
| - Virat Kohli (K) - Rohit Sharma (VK) - K. S. Bharat - Jasprit Bumrah - Yuzvendra Chahal - Shikhar Dhawan - Shivam Dube - Shreyas Iyer - Ravindra Jadeja - Kedar Jadhav - Manish Pandey - Rishabh Pant (wk) - KL Rahul - Navdeep Saini - Mohammed Shami - Shardul Thakur - Kuldeep Yadav | - Aaron Finch (K) - Alex Carey (VK, wk) - Pat Cummins (VK) - Sean Abbott - Ashton Agar - Peter Handscomb - Josh Hazlewood - Marnus Labuschagne - Kane Richardson - D’Arcy Short - Steve Smith - Mitchell Starc - Ashton Turner - David Warner - Adam Zampa |

## One-Day Internationals

### Erstes ODI in Mumbai
| 14. Januar Scorecard | Mumbai (WS) | Indien 255 (49.1)                 | – | Australien 258-0 (37.4) |
|                      |             | Australien gewinnt mit 10 Wickets |   |                         |

### Zweites ODI in Rajkot
| 17. Januar Scorecard | Rajkot | Indien 340-6 (50)          | – | Australien 304 (49.1) |
|                      |        | Indien gewinnt mit 36 Runs |   |                       |

### Drittes ODI in Bengaluru
| 19. Januar Scorecard | Bengaluru | Australien 286-9 (50)        | – | Indien 289-3 (47.3) |
|                      |           | Indien gewinnt mit 7 Wickets |   |                     |